# Frihamnskyrkan
Frihamnskyrkan är en pingstkyrkobyggnad belägen i Frihamnen i Göteborg. 
Frihamnskyrkan är Smyrnaförsamlingens nya centralkyrka och ersätter Smyrnakyrkan på Parkgatan, byggd 1941. Den nya kyrkobyggnaden är ritad av Elding Oscarson Arkitekter och dess största sal har 1 100 platser. I fastigheten finns även Vinga folkhögskola och Smyrna Concert & Congress AB. Invigningen av kyrkan ägde rum den 17 september 2023.